# أكسل غيلر
أكسل غيلر (بالإسبانية: Axel Geller)‏ هو لاعب كرة مضرب أرجنتيني، ولد في 1 أبريل 1999 في بوينس آيرس في الأرجنتين.

## وصلات خارجية
- أكسل غيلر على موقع رابطة محترفي التنس (الإنجليزية)
- أكسل غيلر على موقع الاتحاد الدولي لكرة المضرب (الإنجليزية)
- أكسل غيلر على موقع خلاصة التنس.كوم (الإنجليزية)
- أكسل غيلر على موقع إي إس بي إن.كوم (الإنجليزية)